# Operation Seroja

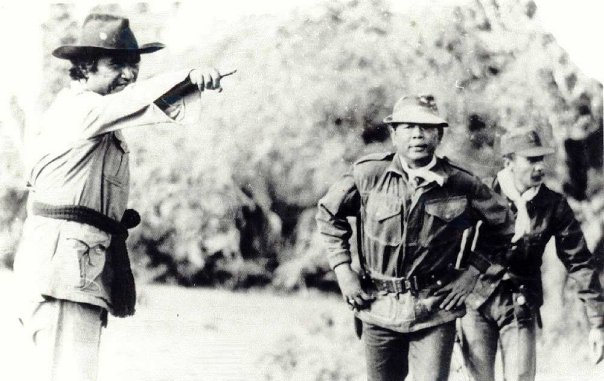
Der indonesische Oberst Dading Kalbuadi in Osttimor

Die Operation Seroja (Operasi Seroja, deutsch Lotus) war eine indonesische Militäroperation, die der Invasion und Besetzung Osttimors diente. Sie begann am 7. Dezember 1975 und wurde am 26. März 1979 als erfolgreich für beendet erklärt. Der Zeitraum zwischen 1977 und 1979 wird als die „größte humanitäre Tragödie in der Geschichte Osttimors“ bezeichnet. Er war von Hungersnöten geprägt, die durch die indonesischen Militäroperationen verursacht wurden, die den osttimoresischen Widerstand brechen sollten. Die Operation Seroja war eine der größten indonesischen Militäroperationen überhaupt.

## Vorgeschichte
Nach der Nelkenrevolution 1974 sollte Portugiesisch-Timor auf die Unabhängigkeit vorbereitet werden, doch mit der Operation Komodo hatte der indonesische Militärgeheimdienst Bakin 1974/75 die Kolonie destabilisiert und einen Bürgerkrieg zwischen der FRETILIN und der União Democrática Timorense (UDT) ausgelöst. Die portugiesische Kolonialregierung zog sich daraufhin auf die der Kolonialhauptstadt Dili vorgelagerte Insel Atauro zurück. Die FRETILIN ging aus dem dreiwöchigen Bürgerkrieg als Sieger hervor und übernahm faktisch die Kontrolle über die Kolonie. UDT- und APODETI-Anhänger mussten in das indonesische Westtimor fliehen. Sie arbeiteten nun direkt mit den Indonesiern zusammen. Indonesien stellte den Bürgerkrieg als Bedrohung der regionalen Stabilität dar, obwohl die FRETILIN nach ihrem Sieg schnell wieder für Ruhe und Ordnung sorgte und die Unterstützung der Bevölkerung hatte. Am 31. August 1975 wurde die Operation Komodo durch die Operation Flamboyan ersetzt, die nun großangelegte militärische Operationen einschloss. Indonesische Soldaten begannen, die Grenzgebiete als osttimoresische Milizionäre getarnt zu besetzen, trafen dabei aber auf heftigen Widerstand durch die FRETILIN und ihren militärischen Arm, die FALINTIL.

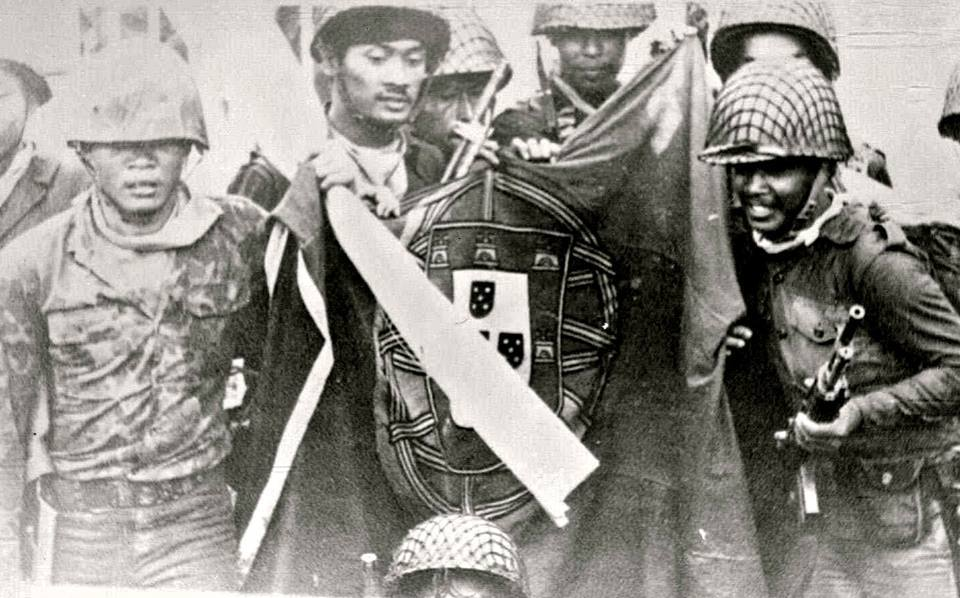
Indonesische Soldaten posieren im November 1975 im osttimoresischen Batugade mit einer erbeuteten portugiesischen Flagge

Die FALINTIL konnte sich auf etwa 10.000 Mann stützen. 2.500 davon waren ausgebildete osttimoresische Soldaten der portugiesischen Armee, die anderen ausgebildete Zivilisten. Ihre Bewaffnung stammte aus den Beständen der portugiesischen Armee, so dass ausreichend Mauser-Gewehre und Munition vorhanden waren. Mit Fernando do Carmo, Vizeminister für Information, Inneres und Sicherheit, stand auch ein ehemaliger Unteroffizier der portugiesischen Armee als kompetenter militärischer Führer zur Verfügung. Wo den Indonesiern die Unterstützung durch Marineartillerie fehlte, behielt die FALINTIL die Oberhand und konnte Kampferfahrung sammeln. Dies veranlasste die Indonesier zur Gründung des Operation Seroja Joint Task Force Command (indonesisch Komando Tugas Gabungan Operasi Seroja) im Oktober 1975 und der Erhöhung der Zahl der eingesetzten Soldaten auf 3.200 Mann. Zu dieser Verstärkung gehörten auch die Heeresspezialeinheit Kopassandha (Geheimes Sonderkommando für Kriegsführung) 2. Combat Detachment, das 5. Marine-Infanteriebataillon aus Surabaya (späterer Name: Pasmar 1), das U-Boot Ratulangi, zwei Transportflugzeuge der Luftwaffe und drei Bataillone der 2. Infanteriebrigade aus Ostjava. Als Kommandeur der Task Force wurde Brigadegeneral Chamid Soeweno bestimmt, Kommandant des Kopassandha Intelligence Center. Der die Operation Flamboyan führende Oberst Dading Kalbuadi wurde zum Assistent für Aufklärung.
Die Exklave Oecusse befand sich schon seit Juni 1975 in indonesischer Hand. Schließlich waren mit Hilfe von Einheiten der Luftwaffe und der Marine auch Batugade, Balibo und Aidabaleten (auch Atabae genannt) und weitere Teile der Distrikte Bobonaro und Cova Lima besetzt.
Nach der Besetzung von Aidabaleten am 28. November durch die indonesische Spezialeinheit Tim Susi und die 2. Infanteriebrigade versuchte die FRETILIN mit der einseitigen Ausrufung der Unabhängigkeit noch internationale Unterstützung zu bekommen.

## Politische Vorbereitungen

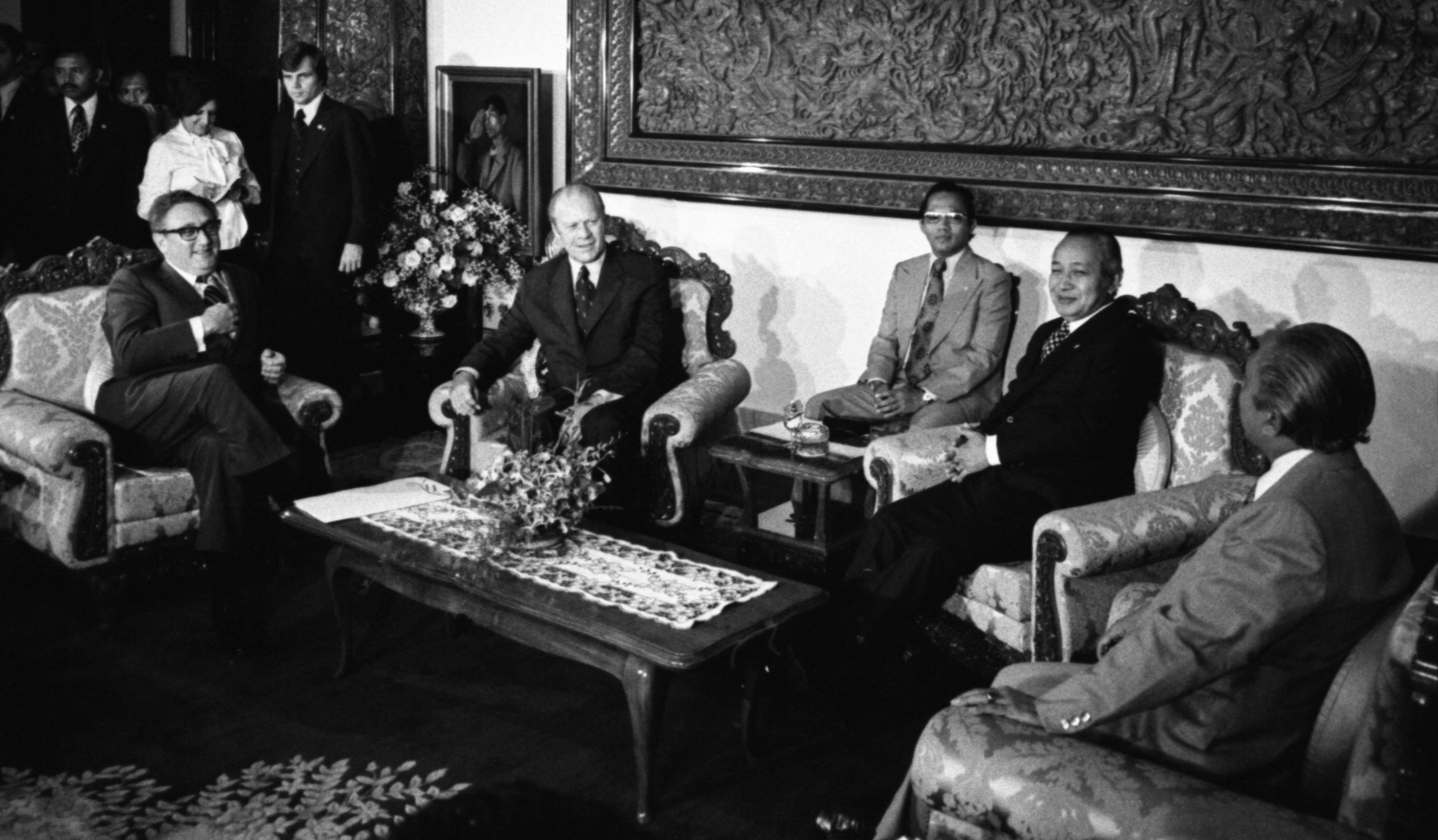
US-Außenminister Henry Kissinger und Präsident Gerald Ford mit Indonesiens Präsident Suharto am Tag vor der Invasion Osttimors

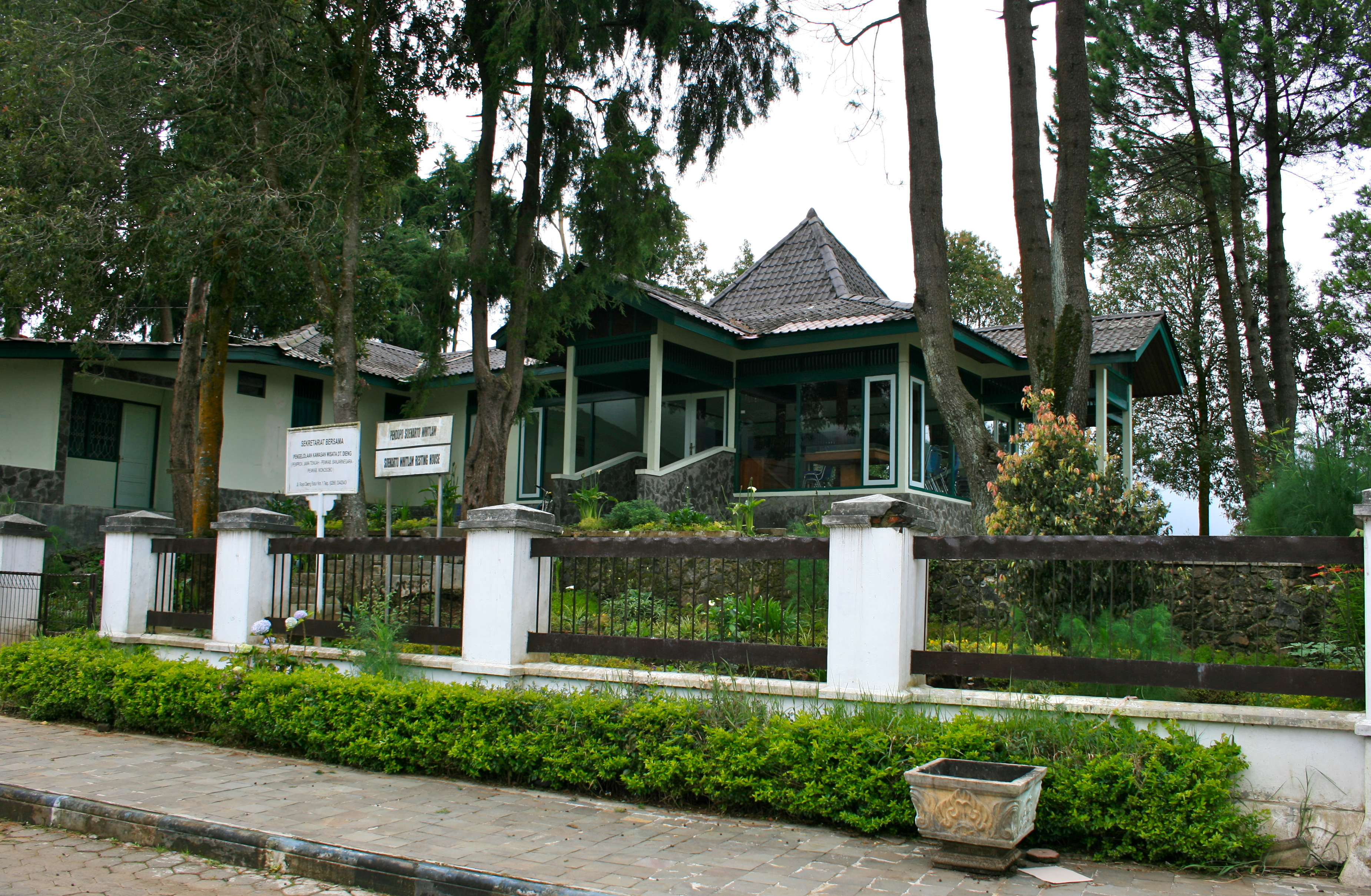
Das Suharto-Whitlam House (Dieng-Plateau, Indonesien). Hier diskutierten die beiden Politiker 1974 über Osttimor.

Indonesien reagierte auf die Unabhängigkeitserklärung mit der Meldung, die Führer der anderen osttimoresischen Parteien hätten am 30. November die sogenannte Balibo-Deklaration unterzeichnet, in der zum Anschluss Osttimors an Indonesien aufgerufen wurde. Die Unterzeichner waren aber mehr oder weniger Gefangene Indonesiens, die zur Unterschrift gezwungen wurden. Der Text war unter anderem vom Bakin-Agenten Louis Taolin verfasst worden.
Die engsten Verbündeten Australien und die Vereinigten Staaten ließen Indonesien gewähren. Die Nachrichtendienste der beiden Staaten beobachteten bereits vorab den indonesischen Truppenaufmarsch. Beide Länder waren erwiesenermaßen bereits vor der Invasion über die Pläne unterrichtet worden und hatten ihr Einverständnis dazu erklärt. Dies belegen ehemals geheime Regierungsdokumente, die im Dezember 2001 vom US-amerikanischen National Security Archive veröffentlicht wurden. Nur einen Tag vor der Besetzung Osttimors trafen sich demnach in der indonesischen Hauptstadt Jakarta US-Präsident Gerald Ford und US-Außenminister Henry Kissinger mit Indonesiens Präsident Suharto. Osttimor wurde nur kurz angesprochen und die US-Amerikaner bezogen eine klare Position:
Suharto:

“We want your understanding if we deem it necessary to take rapid or drastic action.”

„Wir möchten Ihr Verständnis, wenn wir es für notwendig erachten, schnelle oder drastische Maßnahmen zu ergreifen.“

Ford:

“We will understand and will not press you on the issue. We understand the problem you have and the intentions you have.”

„Wir verstehen und werden Sie in dieser Angelegenheit nicht drängen. Wir verstehen Ihr Problem und Ihre Absichten.“

Australiens Premierminister Gough Whitlam hatte am 6. September 1974 auf dem Dieng-Plateau, nahe Wonosobo, und am 4. April 1975 in Townsville bei seinen Treffen mit Suharto Indonesien freie Hand gegeben, in Bezug auf Osttimor. Whitlam erklärte, ein unabhängiges Osttimor sei eine leichte Beute für China oder die Sowjetunion und sei daher „ein Dorn im Auge Australiens und ein Dorn im Rücken Indonesiens.“ 2020 entschied ein australisches Gericht, dass Regierungsdokumente, wie Diplomatennachrichten und Kabinettsunterlagen über Australiens Rolle während der indonesischen Invasion weiterhin geheim bleiben müssten, da eine Veröffentlichung die Sicherheit Australiens oder internationale Beziehungen gefährden könnte. Bereits öffentlich gewordene Dokumente belegen, dass Australiens Interesse an den Öl und Gasvorkommen in der Timorsee es in seinem Handeln maßgeblich beeinflusste.
Das indonesische Parlament (MPR) gab der Regierung am 6. Dezember grünes Licht „zur Lösung von Osttimors Problem.“ Auch der Repräsentive Rat des Volkes (DPR) gab am selben Tag sein Einverständnis.

“There is a desire from the people of Portuguese Timor to join the Republic of Indonesia that must be acknowledged by the DPR.”

„Es gibt den Wunsch des Volkes von Portugiesisch-Timor, der Republik Indonesien beizutreten, der vom DPR anerkannt werden muss.“

## Die Invasion von Dili

### Am Vorabend der Invasion

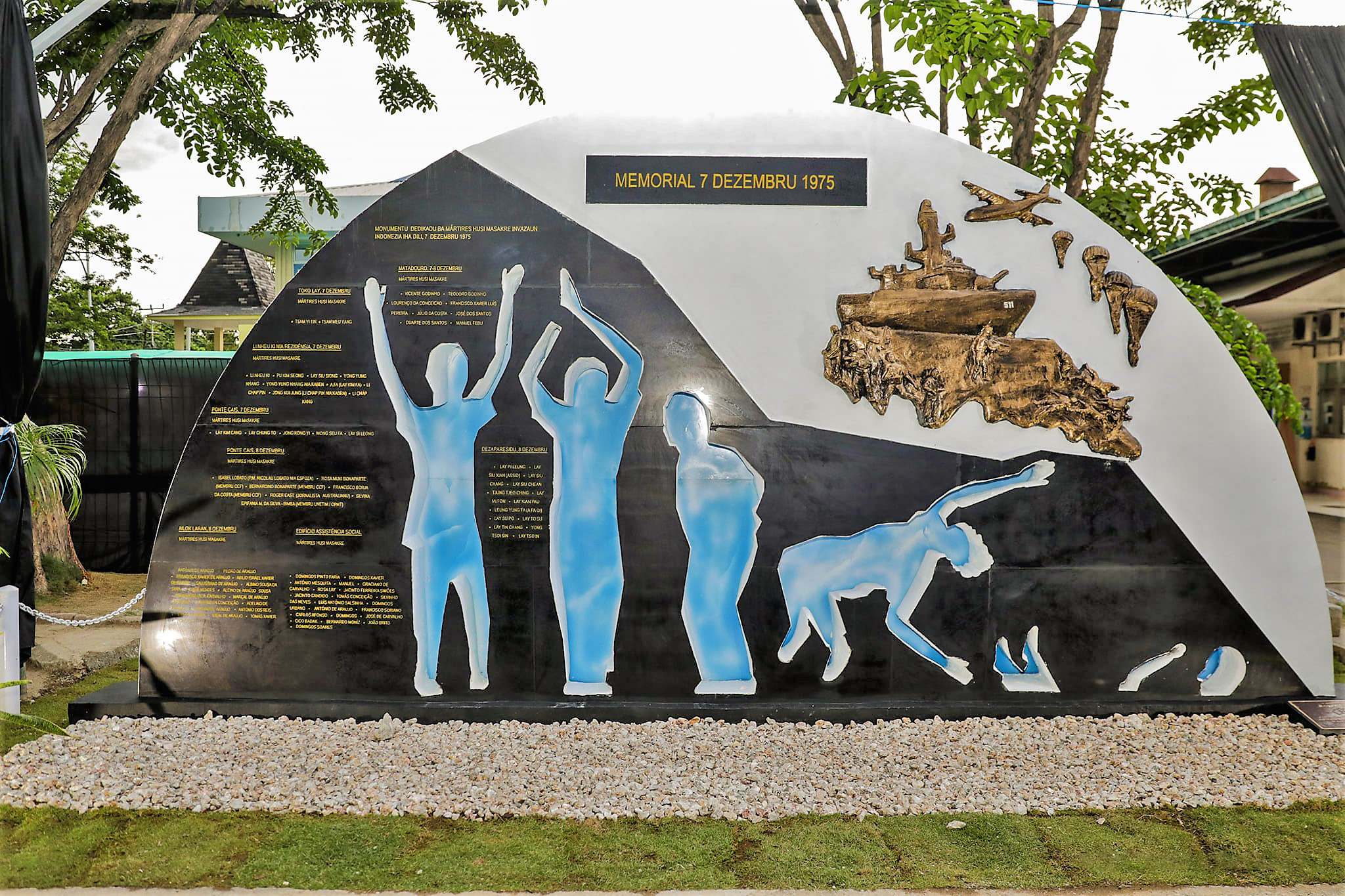
Denkmal in Dili für die Opfer der Massaker am 7. Dezember 1975

Die FRETILIN-Führung rechnete nun ständig mit dem Angriff der Indonesier auf Dili. Mitglieder des FRETILIN-Zentralkomitees (CCF) patrouillierten jede Nacht. Am 2. Dezember erhielt die Delegation des Internationalen Roten Kreuzes ein Telegramm der australischen Regierung, das alle australischen Staatsbürger aufforderte, das Land zu ihrer eigenen Sicherheit zu verlassen. Die FRETILIN hatte die Neutralität des Roten Kreuzes anerkannt, nicht aber UDT und APODETI, weswegen die Mitarbeiter noch am selben Tag nach Atauro evakuiert wurden, von wo aus sie die Klinik in Dili am Laufen halten wollten. Der Verteidigungsminister der FRETILIN Rogério Lobato erklärte, man erwarte eine breitangelegte Invasion und einen Angriff auf Dili, man dränge aber die Welt, diese „kriminelle Aggession“ zu stoppen, weil sie ein „nicht endendes Blutbad“ verursachen würde. Das osttimoresische Volk werde Widerstand leisten. Am 4. Dezember verließen er und die Minister Marí Alkatiri und José Ramos-Horta Osttimor, um mit einer Delegation auf dem diplomatischen Weg für Osttimor zu werben.
Am 6. Dezember verließen die letzten Rot-Kreuz-Mitarbeiter Dili in Richtung Atauro. Die Bevölkerung begann in die Berge zu fliehen. 1975 hatte Dili 28.000 Einwohner. Wer von der Bevölkerung konnte, floh in die Berge hinter der Stadt, die FRETILIN-Führung und die Regierung wurden in Richtung Aileu evakuiert. Auch die UDT- und APODETI-Mitglieder, die man im Bürgerkrieg gefangen genommen hatte, wurden mitgenommen. Zurück blieben Kampfeinheiten der FALINTIL, die den erwarteten Angreifern Widerstand leisten wollten. Der letzte in Dili verbliebene ausländische Korrespondent war der Australier Roger East, der an diesem Abend notierte:

“With the deterioration of the security situation, people started quietly to leave for the hills. Tonight Dili is quiet and almost empty, abandoned by its people. A curfew was applied on the fourth day and armed soldiers guarded the beach and the streets.”

„Mit der Verschlechterung der Sicherheitslage begannen die Menschen, die Stadt in Richtung Berge zu verlassen. Heute Nacht ist Dili ruhig und fast leer, verlassen von seinen Einwohnern. Am vierten Tag wurde eine Ausgangssperre verhängt und bewaffnete Soldaten bewachten den Strand und die Straßen.“

Mit der Berufung auf die Balibo-Deklaration begann mit der Operation Seroja eine großangelegte offene Militäroffensive, inklusive See- und Luftunterstützung. Eine offizielle Kriegserklärung vorab gab es nicht. Am Nachmittag des 6. Dezember verließen einige hundert mit Indonesien verbündete UDT- und APODETI-Kämpfer und Soldaten der 1. Einheit der Marineinfanterie auf dem Kriegsschiff KRI Teluk Bone Aidabaleten in Richtung Dili. Sie sollten als Erste im Schutz der Dunkelheit in Dili anlanden. Die kleine Anzahl der osttimoresischen Milizionäre diente zum Erhalt des indonesischen Mythos, dass der Angriff in erster Linie von diesen und indonesischen Freiwilligen durchgeführt werde. Dazu wurden auch von Landungsfahrzeugen die Kennzeichnungen entfernt. Die Soldaten wurden mit sowjetischen AK-47-Gewehren, jugoslawischen RPG-2-Panzerabwehrwaffen und anderen leichten Waffen aus nicht-westlicher Produktion ausgerüstet, die eigens für den Angriff angeschafft worden waren. Die Waffen sollten nicht auf die USA zurückzuführen sein, den Hauptausstatter der Streitkräfte Indonesiens (ABRI). US-Außenminister Kissinger hatte bei seinem Besuch darauf hingewiesen, dass die Verwendung amerikanischer Waffen zu Problemen führen könnte. Der Großteil des schweren militärischen Geräts wie Flugzeuge, mehrere Schiffe und Landungseinheiten stammten aber aus den USA. Auch waren die eingesetzten Eliteeinheiten und Fallschirmjäger von Amerikanern ausgebildet worden. Militärische Fehler der Indonesier führten unter den Angreifern trotzdem zu einer signifikanten Zahl von zusätzlichen Toten.

### Der Angriff
Am 7. Dezember um 2 Uhr morgens trafen fünf weitere indonesische Kriegsschiffe vor Dilis Küste ein. Die FRETILIN schaltete daraufhin um 3 Uhr die Stromversorgung der Stadt aus, so dass Dili in Dunkelheit fiel. Entgegen dem Plan eröffneten die Kriegsschiffe KRI Ratulangi, KRI Barakuda, KRI Martadinata und KRI Jayawijaya das Feuer auf die Stadt. Nach anderen Angaben waren 20 Kriegsschiffe und 13 Flugzeuge an dem Bombardement von Osttimors Hauptstadt beteiligt. Laut dem indonesischen Journalisten Subroto, der die Invasionstruppen begleitete, hatte Soeweno den Feuerbefehl erteilt, da man das Überraschungsmoment verloren hatte. Um 4:30 Uhr landeten 400 Marineinfanteristen, zusammen mit leichten Schwimmpanzern und Schützenpanzern, im westlichen Stadtteil Kampung Alor. Die Abwehr war nur schwach. Um 7 Uhr hatten die Indonesier die Gegend gesichert. Danach nahm die indonesische Marine die östlichen und westlichen Teile Dilis unter Beschuss, weil man hier fälschlicherweise Artillerie der FALINTIL vermutete.

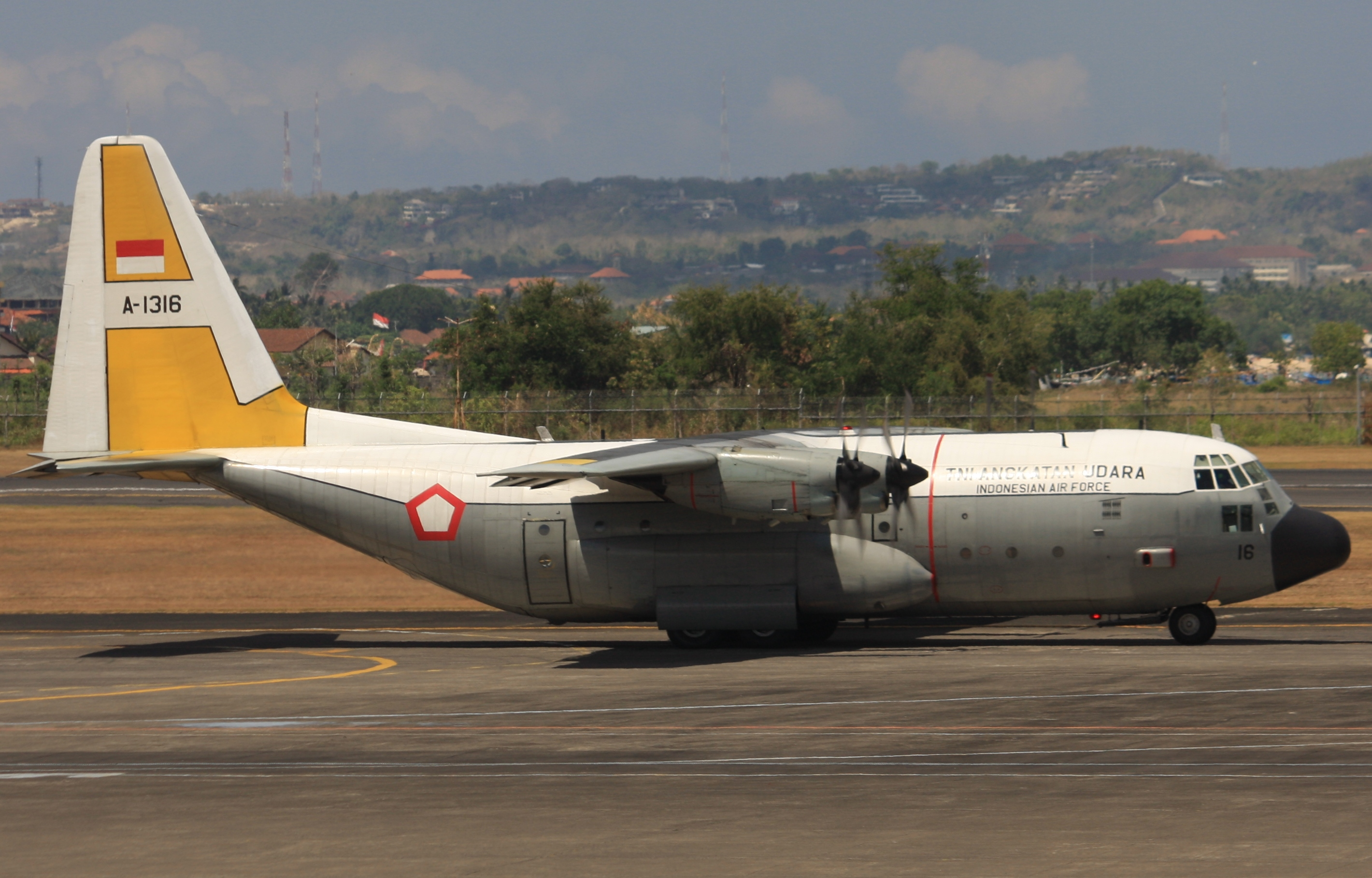
Hercules der indonesischen Luftwaffe

Kurz vor der Morgendämmerung überflogen neun C-130B Hercules Atauro in Formation in Richtung der Straße von Wetar und nahmen dann vom Osten aus Kurs auf Dili. Um 5:45 Uhr wurden die ersten 555 Fallschirmjäger der Gruppe 1 der Kopassandha und der Kostrad (Yonif 501) über der Stadt abgesetzt. Die meisten landeten im Nordosten von Dili, entlang der Rua José Maria Marques (heute Rua 30 de Agosto), wo sie sofort auf starken Widerstand trafen, da die Indonesier schlechte Aufklärungsarbeit geleistet hatten. Hier gab es mehrere FALINTIL-Posten, darunter einen im Centro de Saúde da Formosa, von wo aus ein heftiger Kampf mit den Fallschirmjägern entbrannte. Einige der Fallschirmjäger gerieten noch in der Luft unter feindliches Feuer, andere verletzten sich bei der Landung auf Gebäuden oder an Stromleitungen oder kamen dabei ums Leben. Auch eine Hercules wurde getroffen. Wegen der fehlenden Luftunterstützung konnten 78 Fallschirmjäger der ersten Welle nicht abgesetzt werden. Ein Flugzeug ließ seine Fallschirmjäger über dem Meer abspringen, wo sie ertranken. Ein anderes setzte seine hinter den feindlichen Linien ab.
Kurz vor 8 Uhr wurde eine zweite Welle Fallschirmjäger über dem Stadtteil Comoro abgesetzt, von nur noch fünf Hercules. Die anderen vier Maschinen waren beschädigt. Die Landung führte zu einer solchen Verwirrung, dass indonesische Einheiten gegeneinander kämpften. Aufgrund dieses Desasters wurde ein für den Nachmittag geplanter Absprung des Joint Task Force Command abgeblasen. Die genaue Größe der Invasionsarmee ist nicht genau bekannt. Zwischen dem 7. und dem 10. Dezember landeten mehrere tausend indonesische Soldaten an der Küste Osttimors an. 10.000 bis 20.000 kamen in den folgenden Wochen dazu, darunter eine große Anzahl am Weihnachtstag. Die indonesische Luftwaffe setzte neben den Hercules auch andere Maschinen bei der Operation ein.
Die Verteidiger konnten anfangs Erfolge erzielen. Als zwei Hercules-Maschinen mit 38 Soldaten der Spezialeinheiten am Flughafen in Comoro landen wollten, konnte eine abgewehrt werden. Aufgrund der größeren Feuerkraft konnte die indonesische Armee trotzdem bald die Oberhand gewinnen. Gegen Mittag hatten die Indonesier im Stadtzentrum den Amtssitz des Gouverneurs (Palácio das Repartições) eingenommen und Truppen an den Ausfallstraßen postiert. Die Osttimoresen hatten noch die Kontrolle sowohl über Taibesi mit dem portugiesischen Armeehauptquartier und Lahane mit dem Wohnsitz des Gouverneurs, als auch über die Hügel südlich von Fatuhada und oberhalb des Flughafens.
Mit Hilfe der portugiesischen Korvetten João Roby und Afonso Cerqueira verließ Gouverneur Pires mit den letzten Angehörigen der Kolonialverwaltung am 8. Dezember seinen Zufluchtsort auf Atauro. Am selben Tag traf Generalmajor Moerdani, einer der wichtigsten Planer der Invasion, in Dili ein und wurde von Oberst Kalbuadi durch die Stadt geführt.

### Kriegsverbrechen

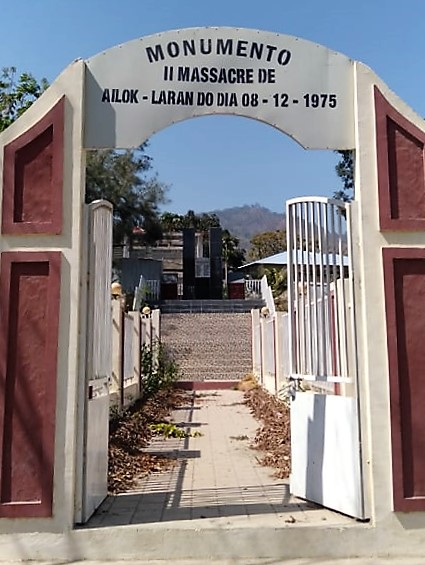
Mahnmal für die Opfer des Massakers von Ailok

Neben willkürlichen Hinrichtungen von Zivilisten wurde in den ersten Tagen der Invasion eine Reihe von Massenmorden durch indonesische Soldaten begangen. Gezielt wurden Mitglieder der chinesischen Gemeinde von Dili Opfer der Soldaten.
Zahlreiche während der Invasion und der nachfolgenden Besetzung Ermordete wurden in Tasitolu im Westen von Dili verscharrt. Das Areal galt als ein „well-known killing place“ (allgemein bekannter Ort, an dem getötet wird). Menschen wurden von indonesischen Soldaten hierher verschleppt, hingerichtet und vergraben. Am Denkmal für Heinrich den Seefahrer vor dem Regierungspalast wurde zwischen Juni und Juli 2012 ein Massengrab mit mindestens 72 Leichen entdeckt. Es war unklar, ob es sich bei ihnen um Opfer der indonesischen Invasion und der folgenden Hinrichtungen handelt oder im Zweiten Weltkrieg Umgekommene. Da die Toten relativ groß waren, vermutete man, dass es sich bei den Opfern um Angehörige der chinesischen Minderheit handelt.
Am neunten Tag der Invasion sandte der osttimoresische Informationsminister Alarico Fernandes ein Telegramm an den Sicherheitsrat der Vereinten Nationen, in dem er von massiven Plünderungen und Brandschatzungen in Dili berichtete. 19 Schiffe seien im Hafen von Dili und deren Besatzungen an den Verbrechen beteiligt.
Disziplinarische Folgen aufgrund der massiven Verstoße gegen die Menschenrechte gab es für die indonesischen Soldaten nicht. Ebenso wenig geschah dies bei Vorfällen in den folgenden Jahren der Besetzung.

## Reaktionen
Indonesien versuchte auch nach dem Angriff auf Dili, am Mythos festzuhalten, dass die Invasion von Kämpfern der vier oppositionellen osttimoresischen Parteien APODETI, UDT, KOTA und Trabalhista, zusammen mit indonesischen Freiwilligen durchgeführt worden sei. Am Tag nach der Invasion vermeldete die offizielle indonesische Presse den Fall Dilis an die vereinigten Streitkräfte der vier Parteien. Auf der dritten Seite der Meldung wurden auch die „Freiwilligen“ genannt. Indonesische Journalisten wiederholten und verbreiteten die Falschmeldung, so dass sie tief in der indonesischen Gesellschaft verankert wurde.
Australien litt zum Ende der Amtszeit von Premierminister Gough Whitlam unter einer innenpolitischen Krise. Zwar protestierte Australiens Regierung öffentlich lautstark, nachdem die Besetzung Osttimors schon nahezu vollzogen war, hatte aber bereits im Geheimen zugesichert, nicht aktiv einzugreifen. Mit der Annexion durch Indonesien hatte Australien die Möglichkeit, nun auch im Osten von Timor eine Seegrenze zu seinem Vorteil festzulegen, mit erheblichen Anteilen der Erdölvorräte im Timorgraben auf australischer Seite. Schon 1972 hatte Australien mit Indonesien den Grenzverlauf in der Timorsee bei Westtimor festgelegt. Mit Portugal kam eine entsprechende Vereinbarung nicht zustande, so dass in der Grenze die so genannte Timor Gap (deutsch Timorlücke') bestehen blieb. 2018 freigegebene, bisher geheime Dokumente aus den australischen Archiven belegen den hauptsächlich wirtschaftlichen Hintergrund des australischen Entgegenkommens gegenüber Indonesien. 1979 war Australien schließlich auch das einzige Land, das die Annexion Osttimors durch Indonesien anerkannte. Die Politik war in der australischen Öffentlichkeit nicht populär, da man sich an den als heldenhaft angesehenen Kampf der Timoresen während des Zweiten Weltkrieges auf Seiten der Australier erinnerte (siehe Schlacht um Timor). Es kam zu heftigen Protesten, die jedoch keine Beachtung bei der Regierung fanden.

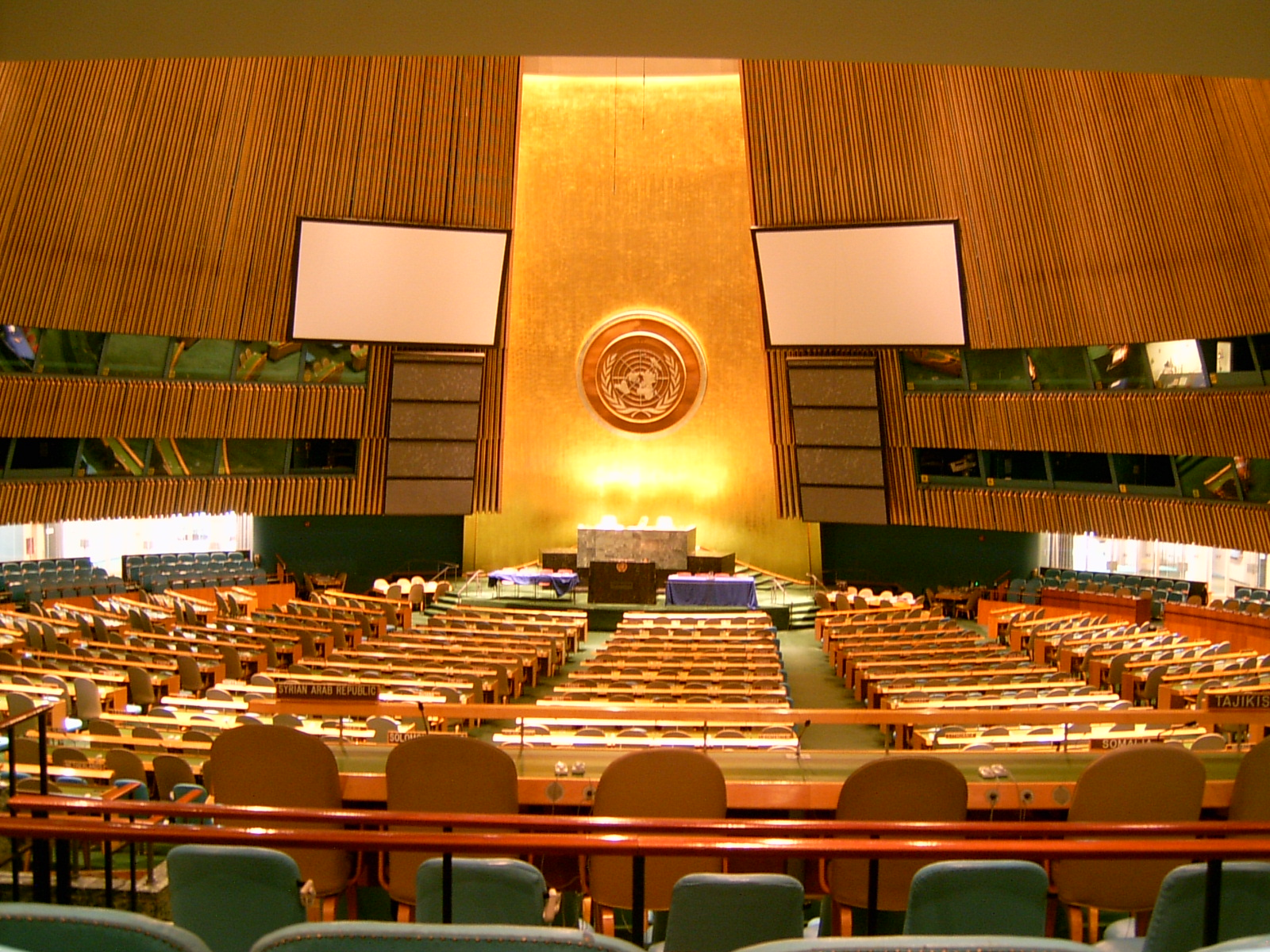
Sitzungssaal der Generalversammlung der Vereinten Nationen

José Ramos-Horta reiste drei Tage nach dem Beginn der Invasion als Außenminister des unabhängigen Staates Timor-Leste nach New York, um den Sicherheitsrat der Vereinten Nationen über das Vorgehen des indonesischen Militärs zu informieren. Er wurde von den Vereinten Nationen als Repräsentant des osttimoresischen Volkes anerkannt. Zwar hatten die Vereinten Nationen noch einige Jahre zuvor bei der Annexion Westneuguineas (Irian Jaya) ein Auge zugedrückt, die Besetzung Osttimors erkannten sie aber nicht an. Hier übten mehrere Staaten Druck aus, allen voran Portugal. Pro-indonesische Staaten, wie Indien, Japan und Malaysia, legten in der Generalversammlung der Vereinten Nationen einen Resolutionsentwurf vor, in dem Portugal und den timoresischen Parteien die Verantwortung für die Toten vorgeworfen wurde, dieser wurde aber zugunsten eines Antrags von Algerien, Kuba, dem Senegal, Guyana und anderen abgelehnt. Am 12. Dezember 1975 verabschiedete die UN-Generalversammlung die Resolution 3485, in der bestätigt wurde, dass...

„…die Stellungnahme des Vertreters Portugals als verwaltende Macht betreffs der Entwicklungen in Portugiesisch-Timor gehört wurde. […] [Die Generalversammlung] beklagt die militärische Intervention durch Streitkräfte Indonesiens in Portugiesisch-Timor und ruft die Regierung von Indonesien dazu auf, unverzüglich seine Truppen aus dem Territorium zurückzuziehen[…] [und] fordert den Weltsicherheitsrat auf, dringendst in Aktion zu treten, um die territoriale Integrität von Portugiesisch-Timor und das unveräußerliche Recht seiner Bewohner auf Selbstbestimmung zu schützen.“

Am 22. Dezember 1975 verabschiedete der Weltsicherheitsrat die UN-Resolution 384, die der Resolution der Generalversammlung folgte. Am 22. April 1976 wurde die Forderung nach einem Abzug der indonesischen Truppen aus Osttimor in der UN-Resolution 389 wiederholt. Der vom UN-Generalsekretär entsandte Sondergesandte Vittorio Winspeare-Guicciardi besuchte Ende Januar Osttimor für zwei Tage. Seine Versuche, auch Vertreter der FRETILIN zu treffen, wurden sabotiert. Über Radio Maubere wurden von der FRETILIN zwar Koordinaten an der Südküste für ein Treffen übermittelt, das Gebiet wurde aber von den Indonesiern bombardiert. Indonesien drohte sogar, die portugiesische Korvette zu versenken, die Winspeare-Guicciardi zum Treffen an die Südküste bringen sollte.
Am 17. Juli 1976 erklärte Indonesien offiziell die Annexion Osttimors. International galt Osttimor aber weiterhin als „abhängiges Territorium unter portugiesischer Verwaltung“.
Mitte 1976 trafen erste osttimoresische Flüchtlinge über Camps in Westtimor in Portugal ein. Sie brachten der westlichen Welt erste Augenzeugenberichte über das Ausmaß der Gewalt der Invasion.

## Der weitere Verlauf der Invasion

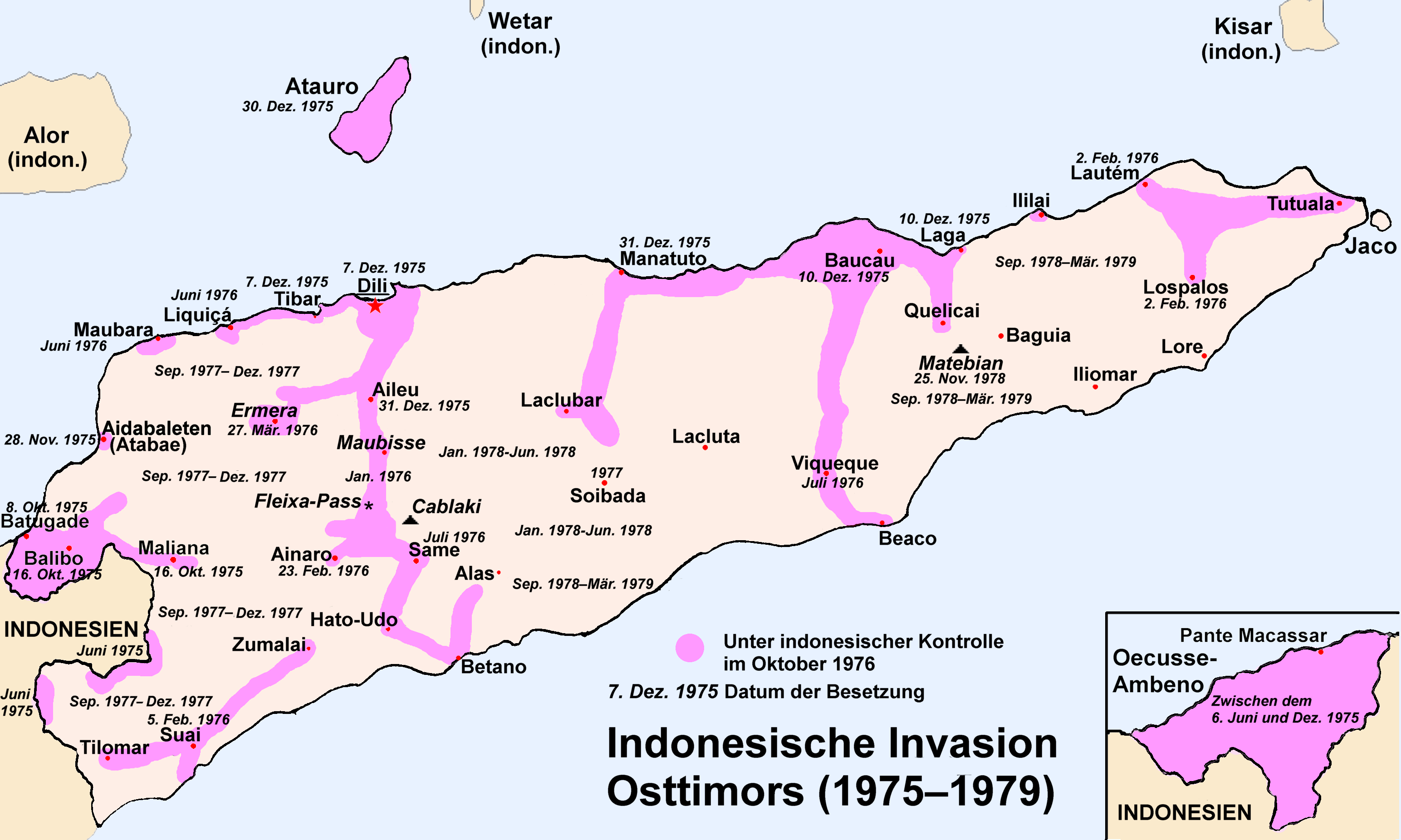
Verlauf der indonesischen Invasion (1975–1979)

Am 9. Dezember verließen indonesische Marineinfanteristen, zusammen mit 1.500 osttimoresischen Milizionären an Bord von vier Kriegsschiffen Dili in Richtung Baucau, der zweitgrößten Stadt Osttimors. Begleitet wurden sie von zwei Fregatten aus sowjetischer Produktion. Am folgenden Tag landete um etwa 6 Uhr morgens eine Einheit der Marineinfanterie unter dem Feuerschutz der Kriegsschiffe nahe Laga im Distrikt Baucau. Geführt wurden sie vom UDT-Mitglied Manuel Carrascalão, das Kommando hatte Oberst Dading Kalbuadi. Über dem Flughafen Baucau sprangen 493 Fallschirmjäger in einer ersten Welle aus sieben Hercules-Maschinen ab. Diesmal flog eine Douglas A-26 Invader als Luftschutz mit. Eine zweite Welle mit sechs Hercules folgte. Der Angriff auf Baucau traf auf keinen bewaffneten Widerstand, so dass die Stadt schnell unter der Kontrolle der Indonesier war. Weitere 4.000 Soldaten wurden Ende Dezember in Baucau eingeflogen und begannen mit Operationen im Osten des Landes. Mehrere Bataillone zogen in Richtung Westen nach Manatuto, ein zweiter Verband zog nach Süden und vereinigte sich mit Einheiten der Marineinfanterie, die in Uato-Lari, an der Südküste gelandet waren und eine dritte Stoßrichtung führte von Laga nach Süden zu den Hügeln am Fuße des Berges Matebian, wo sich eine Hochburg der FRETILIN befand.
Am 25. Dezember erfolgte drei Tage nach der UN-Resolution 384 mit der Forderung zum Abzug eine große Truppenverstärkung. Geschätzte 10.000 (eine Quelle geht von 15.000 bis 20.000 aus) indonesische Soldaten landeten in Dili an. Im Süden wurde Tilomar eingenommen. Am 30. Dezember landeten die Indonesier auf Atauro, wo kurz darauf in einer offiziellen Zeremonie das letzte Zeichen des Machtanspruchs Portugals über seine Kolonie eingeholt wurde; eine portugiesische Flagge, die Gouverneur Pires zurückgelassen hatte. Am 31. Dezember fiel Manatuto, von wo aus die Indonesier nach Süden in Richtung Soibada vorstießen. Am selben Tag wurde Aileu überrannt. Die FRETILIN-Führung setzte sich erst nach Maubisse und dann weiter nach Süden ab. Die Indonesier stießen weiter nach Maubisse vor, bis es Ende Januar Gefechte um den Fleixa-Pass gab. Erst am 23. Februar erreichten die Indonesier Ainaro, wo sie sich mit Truppen vereinigten, die in Betano Ende Januar/Februar 1976 angelandet waren.
Ende Januar 1976 stieß die ostjavanische 18. Infanteriebrigade durch Bobonaro nach Atsabe und Letefoho vor und erreichte Ermera am 27. März. Am 2. Februar landeten Soldaten des 2. Bataillons der indonesischen Marineinfanterie an der Küste von Lautém und sechs Hercules setzten Fallschirmjäger der Bataillone 330 und 501 bei der Distriktshauptstadt Lospalos beim Flugfeld von Fuiloro ab. Widerstand gab es nicht, da sich die FRETILIN nach Süden abgesetzt hatte.
Am Flugfeld von Suai landeten am 5. Februar vor Sonnenaufgang Fallschirmjäger der Kopassandha mit sechs Hercules-Maschinen und rückten zur Stadt Suai vor. Hier dauerten die Kämpfe bis zur folgenden Nacht. Um den Angriffen der indonesischen Armee zu entgehen, flohen die Einwohner von Suai entweder nach Maucatar oder versteckten sich einige Tage in ihren Anpflanzungen, bevor sie sich den Invasoren ergaben. Von Suai aus zogen die Invasoren nach Osten in Richtung Zumalai.
Im Juni wandten sich die Indonesier dem Gebiet westlich von Dili zu, dass bisher unbehelligt geblieben war. Die Orte Liquiçá und Maubara wurden angegriffen und ab Juli führte man eine Reihe von kleinen Operationen im Distrikt Ermera durch: Operation Shinta gegen Fatubessi (Hatulia), Operation Tulada 1 gegen Hatolia, Operation Tulada 2 gegen Railaco und Operation Tulada 3 gegen Leorema. Im selben Monat landeten nachts sechs Hercules mit Truppen der Brigade Raiders Kostrad auf dem verlassenen Flugfeld von Same. Die FRETILIN hatte sich hier schon zuvor zurückgezogen. Die nächste Stadt war Viqueque. Truppen der Kostrad und Kopasgat Dalpur (combat controller) wurden von A-26 Invader und AC-47 Gunship aus der Luft unterstützt, welche die Umgebung des Flugfeldes und im Wald vermutete FRETILIN-Stellungen angriffen.

## Pattsituation 1976/77

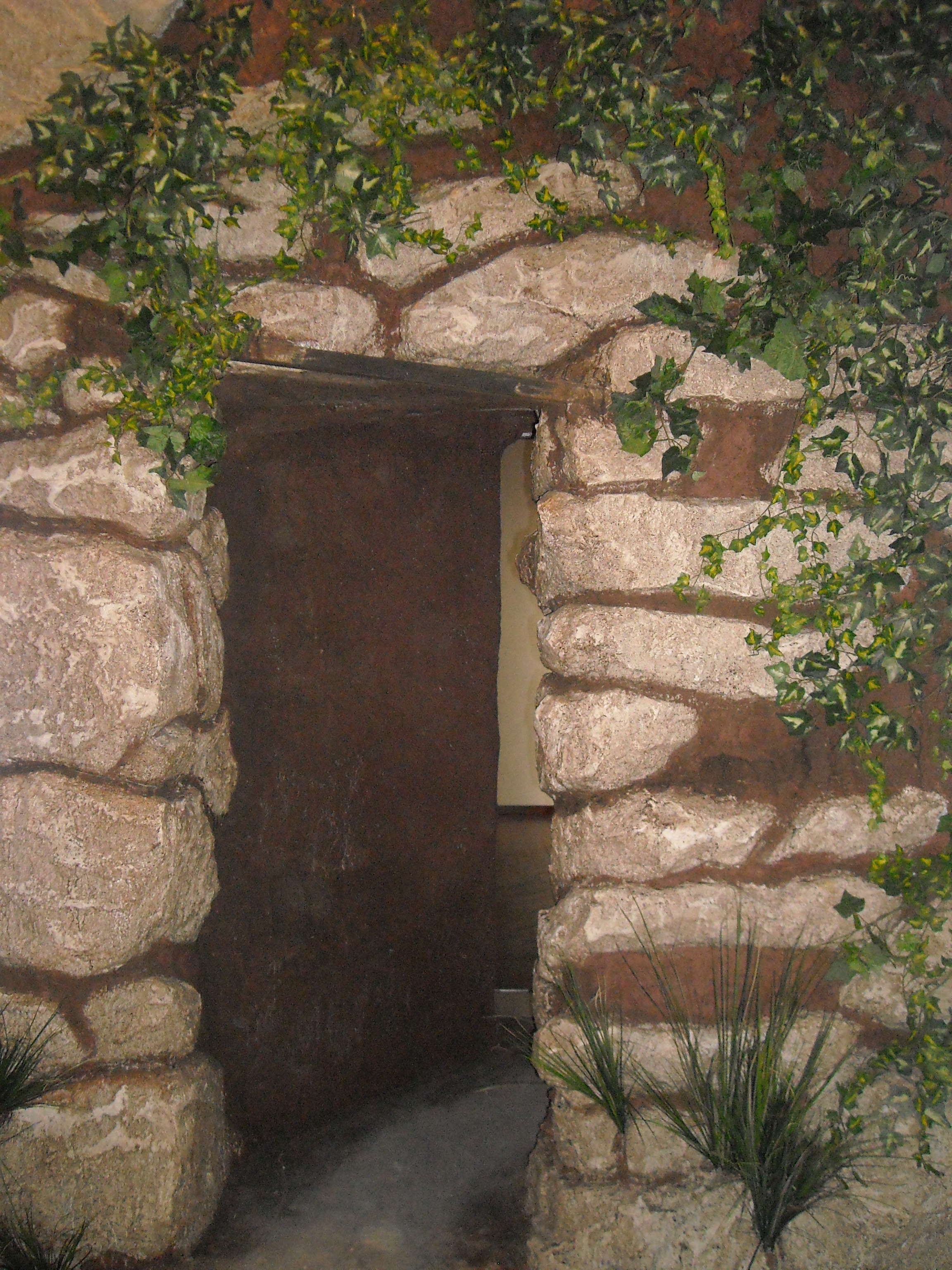
Nachbau eines Unterstands der FALINTIL im Archiv & Museum des timoresischen Widerstands

Im August 1976 wurde von den indonesischen Streitkräften das Osttimor Verteidigungs- und Sicherheitskommando (Kodahankam) eingerichtet und das Territorium in vier Operationssektoren aufgeteilt. Der Sektor A bestand aus Dili, dem Osten von Liquiçá und Oecusse. Zum Sektor B gehörten der Westen von Liquiçá und die Distrikte Bobonaro, Ermera und Cova Lima. Hier wurden zehn Bataillone stationiert. Sektor C verfügte über acht Bataillone im Zentrum des Distrikts Aileu, Ainaro, Manufahi und Manatuto. Im Osten schloss sich der Sektor D an mit dem Osten des Distrikts von Baucau, Viqueque und Lautém und mit zwölf Bataillonen. Die Indonesier hatten nun die Kontrolle über alle Städte Osttimors übernommen und die FRETILIN in den Guerillakrieg gedrängt. Besetzt waren aber nur strategisch wichtige Ortschaften und Verbindungsstraßen. Von Dili aus nach Ainaro und Betano, von Baucau nach Viqueque, von Manatuto nach Laclubar und von Lospalos nach Lautém und Tutuala. Das Hinterland war weiter unbesetzt. Die Indonesier waren überrascht vom heftigen Widerstand der gut ausgebildeten Kämpfer der FALINTIL. Nach der eigenen Propaganda hatten die Indonesier bei Beginn der Invasion nur mit einem Kampf von 15 Tagen gerechnet.
Laut einem Bericht der US-amerikanischen Botschaft in Jakarta hatte das indonesische Militär bereits im April 1976 Nachschubschwierigkeiten bei der Munition. Anfang 1977 musste die ABRI feststellen, dass sie ihre Ressourcen überbeansprucht hatte. Man sah sich gezwungen, Truppen wieder aus Osttimor abzuziehen, um sie in Westneuguinea, Westkalimantan (Kalimantan Barat) und Aceh einzusetzen. Außerdem musste man die indonesischen Parlamentswahlen im Mai 1977 schützen, was landesweit eine Truppenkapazität von 100 Bataillone entsprechend band. Nur ein Drittel der vorherigen Truppenstärke verblieb im Einsatz in Osttimor. Alarico Fernandes nutzte diese Situation für Erfolgsmeldungen über Radio Maubere, in denen von Siegen der FRETILIN und der niedrigen Moral und hohen Verlusten der indonesischen Soldaten die Rede war. Die Propaganda war etwas aufgeblasen, aber die Situation war in der ersten Jahreshälfte von 1977 für den Widerstand nicht schlecht.

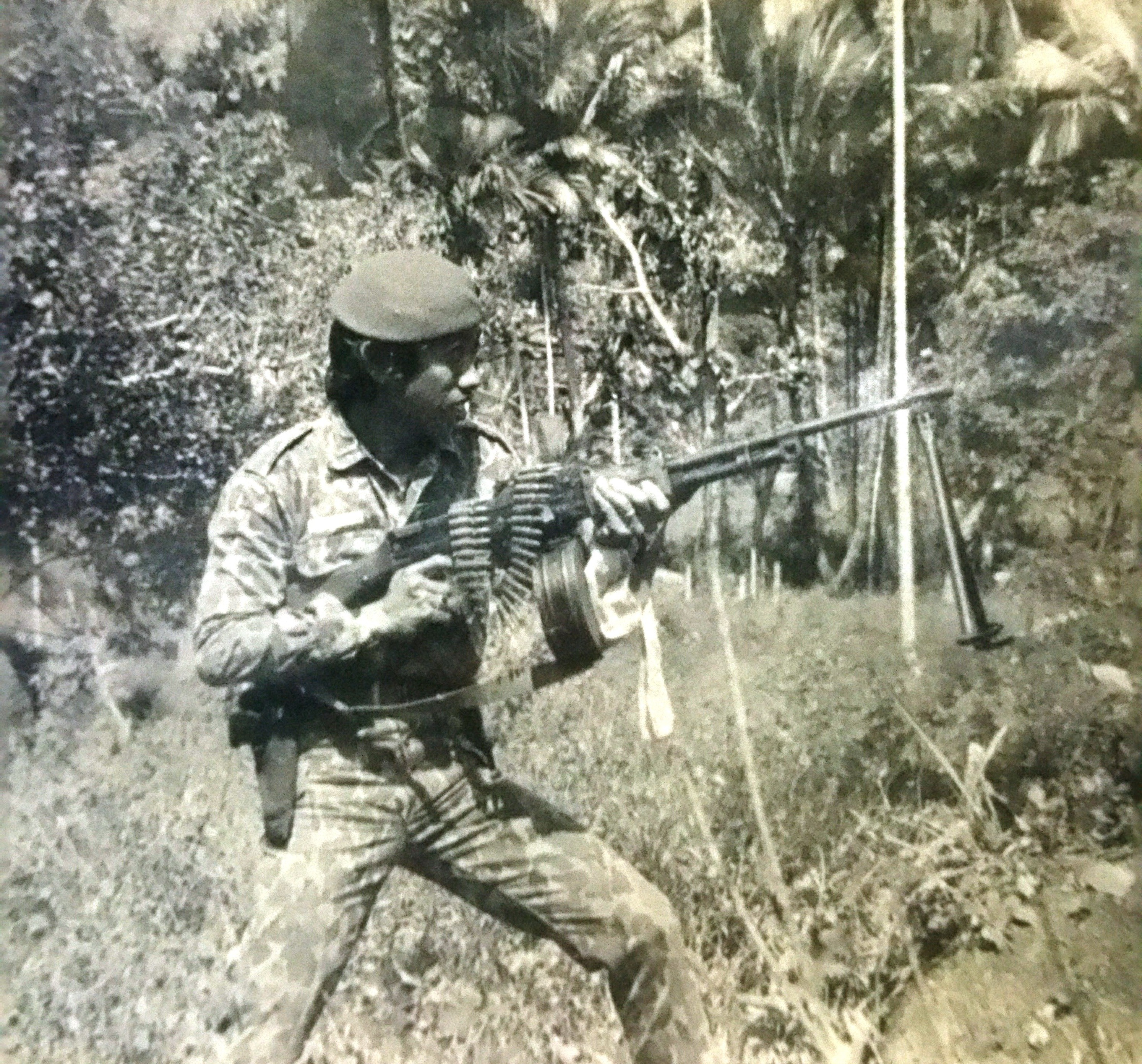
Indonesischer Soldat in Osttimor (1976)

In vielen Dörfern lebte man Ende 1976 noch unbehelligt von den Invasoren und die FRETILIN hatte über große Teile Osttimors die Kontrolle (zonas libertadas). Möglicherweise 300.000 Osttimoresen flohen aber in dieser Phase in das Inselinnere (teils freiwillig, teils ordnete die FRETILIN die Evakuierung an), ohne adäquate Unterkunft oder Nahrung. Ganze Ortschaften waren praktisch verlassen. Innerhalb der FRETILIN war es, auch wegen der Frage nach dem richtigen Umgang mit den tausenden Flüchtlingen, zu internen, gewaltsamen Machtkämpfen gekommen. Schließlich wurden die Flüchtlinge in Widerstandszentren (base de apoio) versammelt, wo es ihnen möglich war, kleine Siedlungen aufzubauen und Ackerbau zu betreiben. Noch konnte die Bevölkerung entsprechend der Jahreszeit verschiedene Pflanzen anbauen, so dass die Nahrungsmittelversorgung nicht so schlecht war. Auch eine elementare, gesundheitliche Versorgung und die Ausbildung der Kinder konnte die FRETILIN in den Basen ermöglichen.
Im Frühjahr 1977 reiste eine Delegation eines Subkomitees des US-Kongress nach Osttimor. Das indonesische Militär plante die Reise durch, die sich auf das von der ABRI kontrollierte Gebiet beschränkte. Weder Treffen mit der FRETILIN noch mit Zivilisten aus dem Inselinneren waren geplant. Während der Besuch in Osttimor weilte, gab es kaum Kampfhandlungen. Das Fazit der Delegation war, dass man bezüglich des Krieges „keine festen Schlüsse“ ziehe. 1978 ordnete Zbigniew Brzeziński, der Sicherheitsberater von US-Präsident Jimmy Carter an, dass man die „Hitzigkeit“ („heat“) betreffs Menschenrechte in Indonesien zurückfahren solle. Daraufhin gewährten die Vereinigten Staaten und andere Regierungen Indonesien extensive Unterstützung mit Militärgütern. Im Januar kündigten die USA den Verkauf von 16 F-5-Kampfflugzeugen, einer Schwadron A-4-Flugzeuge und einer Produktionsstätte für den Bau von M-16-Sturmgewehren. Im selben Jahr verkündete Großbritannien die geplante Lieferung von Hawk-Bodenkampfflugzeugen und Australien lieferte Hubschrauber und Transportflugzeuge. Die westlichen Staaten sandten damit ein klares Signal an Indonesien, dass man sich nicht gegen die Militäroperationen in Osttimor stellte.

## Einkesselung und Vernichtung

### Indonesische Truppenverstärkung

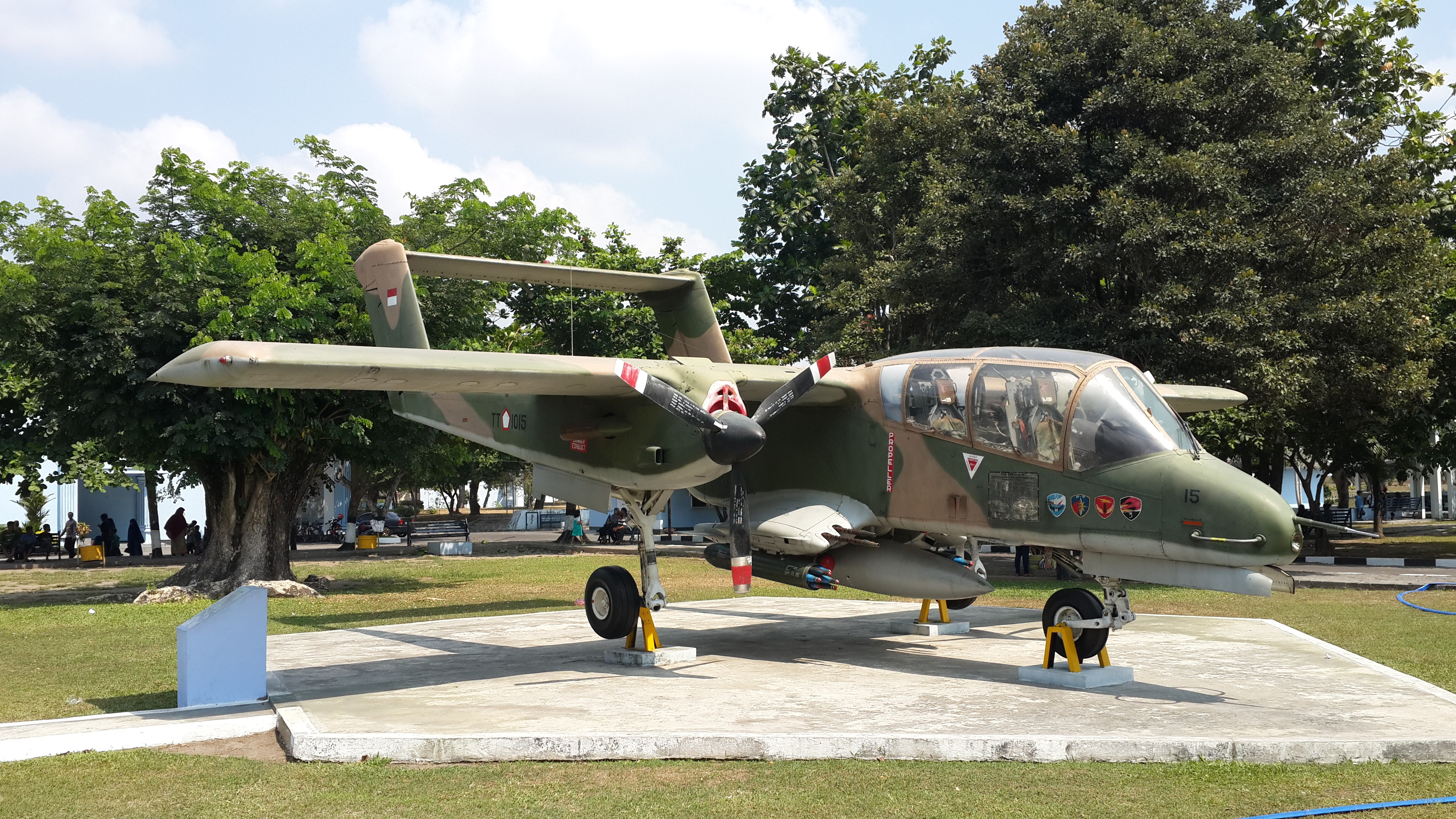
OV-10 Bronco der indonesischen Luftwaffe

Ab September 1977 begann die indonesische Armee mit der Kampagne „Einkesselung und Vernichtung“ (Encirclement and annihilation) gegen die Bases de apoio und mit der Ausdehnung des kontrollierten Bereichs jenseits der Städte und Korridore entlang der wichtigen Straßen. Dafür wurden die Truppen deutlich verstärkt. Zwischen Juli und dem 17. August 1977 trafen zwischen drei und fünf zusätzliche Bataillone in Osttimor ein. Die Bodentruppen erhielten dabei entscheidende Unterstützung von der Luftwaffe, durch eine T-33 Bird und eine OV-10 Bronco, die am Flughafen Baucau stationiert wurden. In der Regel wurde das Zielgebiet zunächst massiv bombardiert. Napalm sollte den Wald entlauben. Danach folgte Artilleriebeschuss und der Angriff der Bodentruppen. Das Zieldorf wurde umzingelt und die Einwohner in Transit Camps deportiert. Mitglieder und Sympathisanten der FRETILIN wurden hingerichtet, ihre Häuser niedergebrannt. Die Kampagne „Einkreisung und Vernichtung“ richtete sich aber nicht nur gegen die Basen der FRETILIN, sondern auch gegen deren Produktion von Nahrungsmitteln. So wurden auch Felder bombardiert oder von Bodentruppen niedergebrannt. Nutztiere raubte man oder tötete sie. Flugzeuge schossen, laut Zeugenaussagen, auch auf Zivilisten, Schulen und Rinder. Folge der Aktionen war auch eine große Zahl an toten Zivilisten. Teils durch Kampfeinwirkungen, teils durch Hungersnöte und Krankheiten nach der Vernichtung der Lebensgrundlagen. Vor allem Kinder und alte Menschen starben in großer Zahl. Kam die Zerstörung von Feldern und das Töten oder Rauben von Haustieren durch die indonesischen Truppen häufig vor, gab es auch vereinzelt Fälle, wo die FALINTIL die Täter waren. So wollte man die Bevölkerung zwingen, ihre Felder weiter entfernt von den Dörfern anzulegen, damit auch die Widerstandskämpfer davon profitieren konnten. Verglichen mit den zahlreichen dokumentierten Zerstörungen durch die Indonesier waren dies zwar Einzelfälle, für die betroffene Bevölkerung bedeutete dies aber in jedem Fall Leid und Hunger.

### Rückzug der FRETILIN und Flucht der Zivilbevölkerung
Da die Versorgung der Zivilbevölkerung in den Widerstandsbasen für die FRETILIN immer mehr zur Belastung wurde, stritten politische und militärische Mitglieder des CCF, wie mit den Zivilisten umzugehen sei und wer die Führungskompetenz im Kampf hat. Beim Vorrücken der Indonesier drängte die FRETILIN die Bevölkerung, sich mit den Kämpfern weiter in die Berge zurückzuziehen, anstatt sich zu ergeben. Der Schutz der zahlreichen Zivilisten schränkte aber die Möglichkeiten der FALINTIL ein, wirksam in die Offensive zu gehen. Präsident Francisco Xavier do Amaral schlug vor, der Zivilbevölkerung zu erlauben, sich zu ergeben, um sie vor der Vernichtung zu bewahren und dem militärischen Widerstand Freiraum zu schaffen. Amaral verhandelte daher über einen Waffenstillstand für seine Heimat Turiscai, was ihm den Vorwurf des Hochverrats einbrachte. Am 7. September 1977 wurde er verhaftet und am 14. September über Radio Maubere wegen Verrats für abgesetzt erklärt. Nicolau dos Reis Lobato folgte ihm als Präsident, was zu einer Radikalisierung der FRETILIN führte. Sie bekannte sich nun zum Marxismus und es kam zu Säuberungsaktionen in den eigenen Reihen.

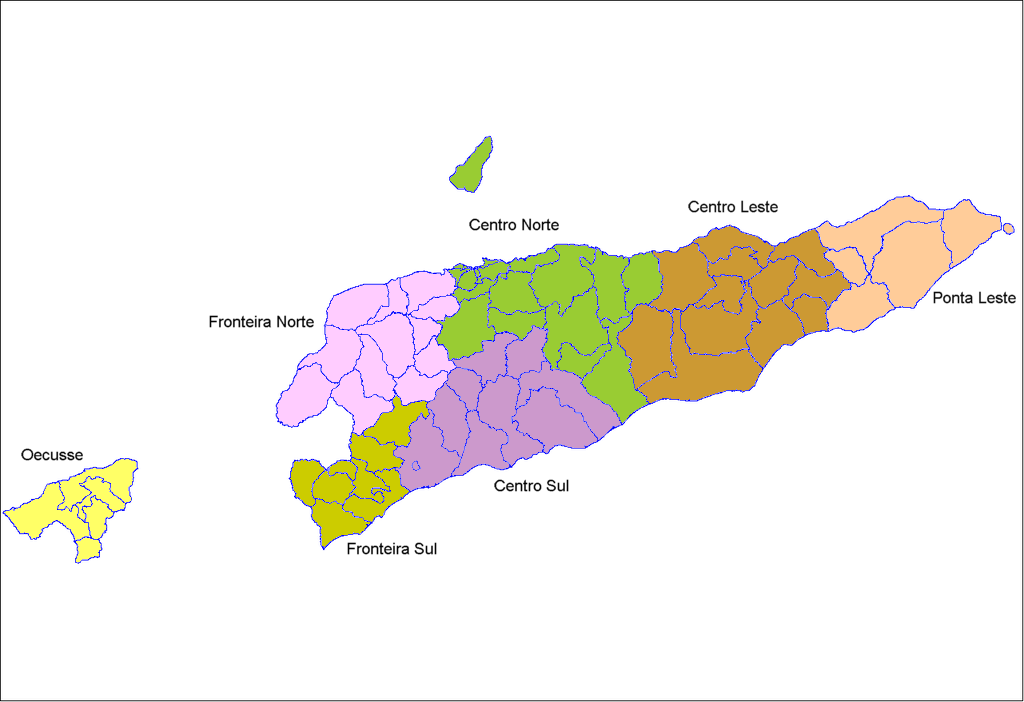
Widerstandssektoren der FALINTIL in Osttimor 1975–1998

Die erste Offensive lief über die Regenzeit bis Mitte 1978. Zunächst bis Dezember 1977 im Westen. In Fatubessi war das Hauptquartier für den Widerstandssektor Fronteira Norte. Als der Angriff auf Fatubessi durch das indonesische Bataillon 611 begann, sollte die Bevölkerung in zwei Richtungen evakuiert werden. Einmal nach Südwesten zum Berg Taroman, zum anderen nach Südosten in Richtung Beco und dann weiter zum Berg Ucecai im gleichnamigen Suco (Verwaltungsamt Zumalai). Die erste Gruppe wurde vom indonesischen Militär im Verwaltungsamt Ermera aufgegriffen und in Fatubessi interniert. Die zweite Gruppe überquerte bei Beco den Fluss Loumea und erreichte das Tiefland im Süden von Zumalai. Doch im Januar 1978 gerieten sie unter Beschuss der Indonesier am Fluss Mola, was zu vielen Todesopfern führte. Die Überlebenden zogen sich nach Halic zurück, das noch nicht besetzt war. Dort wurden sie von Flugzeugen beschossen und bombardiert und Schiffe der indonesischen Marine nahmen den Ort unter Beschuss. Nach zwei Tagen unter Feuer wurden die überlebenden Flüchtlinge von den Indonesiern gefangen genommen.
Anfang 1978 wurde die Offensive auf die Zentralregion ausgedehnt. Unter dem Kommando des Combat Regiment Team (RTP) 11 griffen die Truppen die Region um Same, den Cablac-Bergen und Fatuberlio an. Im Osten waren die indonesischen Verbände weiterhin mit nur vier oder fünf Bataillonen schwach vertreten. Nur in der Regenzeit wurden FRETILIN-Stützpunkte an der Grenze zwischen Baucau und Viqueque zwischen dem Monte Mundo Perdido und dem Ossuala angegriffen, ebenso die Hügel nördlich des Matebians. Mit zunehmenden Druck wuchs der Strom der Menschen, die sich dem indonesischen Militär ergaben. Am 6. April 1978 wurde Generalleutnant Mohammad Yusuf zum Oberbefehlshaber der Streitkräfte Indonesiens und übernahm von Moerdani und Kalbuadi die persönliche Kontrolle über die Operationen in Osttimor. Im Mai 1978 bereitete er die Operation Skylight vor, mit der die FRETILIN-Führung und die mit ihr verbliebenen Zivilisten zur Aufgabe bewegt werden sollten.

### Letzte Basis der FRETILIN am Matebian

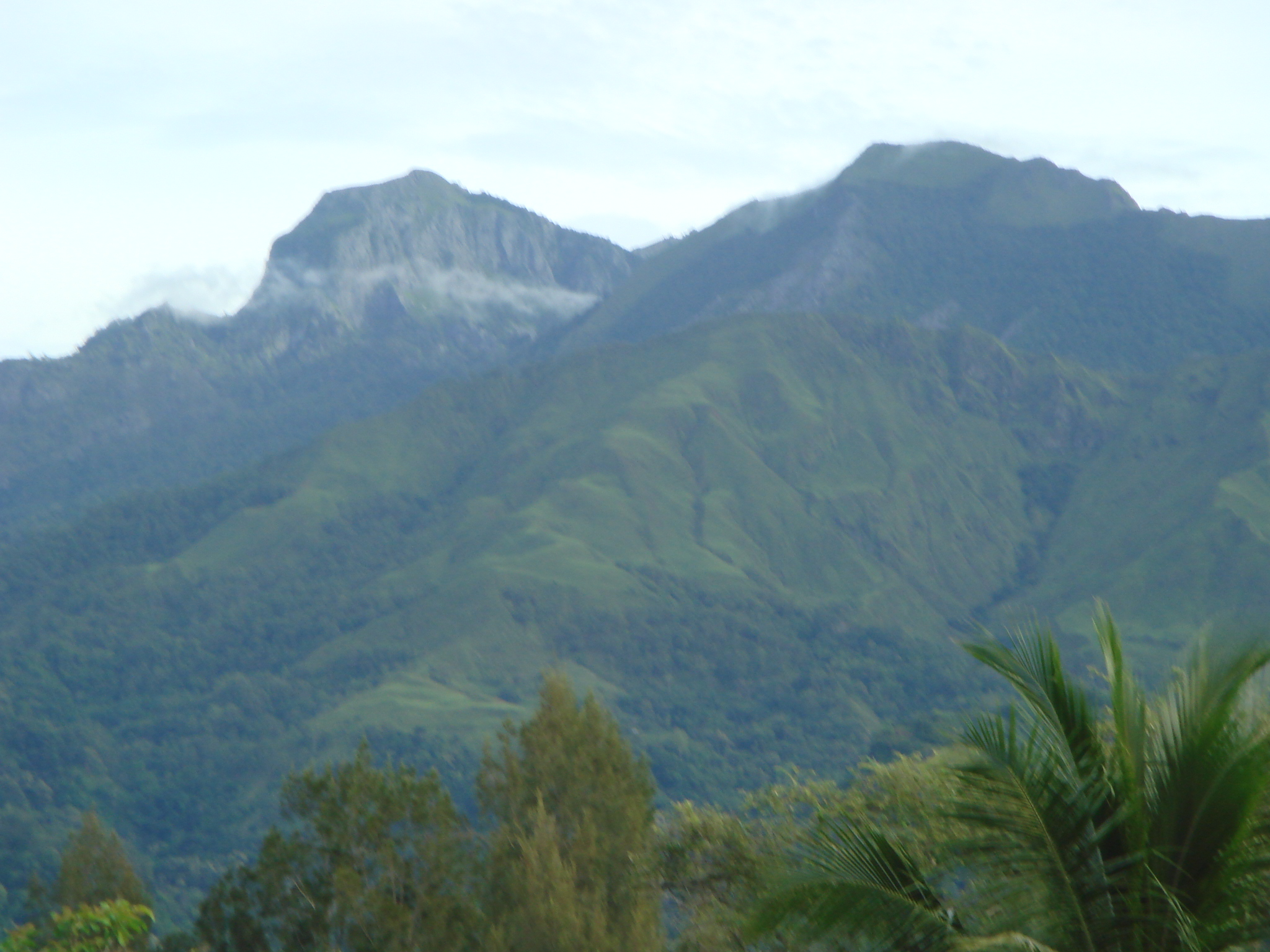
Bastion der FRETILIN bis 1978:
Die beiden Gipfel des Matebians von Aha B Uu aus gesehen

Eine Widerstandsbasis nach der anderen fiel an die Indonesier. Die letzte Zona libertadas der FALINTIL befand sich am Matebian. Ab 1977 wurden evakuierte Zivilisten in neuen Dörfern um den Matebian nach ihrer Herkunft angesiedelt. Sie kamen aus Tequinaumata, Samalari, Bole Ha (Suco Soba), Guruça, Afaçá und Namanei (Gemeinde Baucau) und Benamauc, Camea und Fatuahi. Der politische Kommissar Abel Larisina und sein Adjutant Xanana Gusmão konnten zunächst die Versorgung der Bevölkerung mit Lebensmitteln organisieren. Mitte 1977 verschlechterte sich die Situation, als Flüchtlinge vom Builo am Matebian eintrafen. Es gab Opfer durch Hunger und Krankheit. Nahrungsmittel wurden der Bevölkerung zugunsten der FALINTIL-Kämpfern vorbehalten. Mitte 1978 wurden die indonesischen Truppen im äußersten Osten Timors verstärkt. Unter dem Kommando von Kostrad RTP 18 wurden 13 Kampfbataillone in die Region verlegt. Die Bevölkerung wurde hier gezielt durch die Zusammenarbeit von Einheiten der Kostrad, Infanterie, Marineinfanterie und Luftwaffe immer weiter in dem Gebiet um den Matebian zusammengedrängt. Die Angriffe erfolgten koordiniert von verschiedenen Seiten in L-Formation, um zu vermeiden, dass Soldaten unter Eigenbeschuss gerieten. Im September 1978 ergab sich Alarico Fernandes den Indonesiern und versorgte sie vermutlich mit zahlreichen Informationen über den Widerstand. Es wird darüber spekuliert, dass er bereits zuvor begonnen hatte, innerhalb der FRETILIN für die Indonesier zu arbeiten. So soll er die Kapitulation im Sinne von Operation Skylight propagiert haben.
Im Oktober 1978 begannen die Angriffe auf die Basis am Matebian. Die Widerstandskämpfer und Zivilisten wurden bis Mitte November aus der Luft bombardiert. Die Luftangriffe der OV-10 Bronco, F-5 und A-4 waren entscheidend für den Erfolg der Indonesier (eine indonesische Quelle spricht von nur einem Flugzeug vom Typ T-33 Bird). Augenzeugen beschreiben den Einsatz von Napalmbomben gegen Zivilisten, beziehungsweise von der sowjetischen Variante Opalm. Während Indonesien den Einsatz bestreitet, belegen Unterlagen, dass die OV-10 Bronco Ende der 1970er-Jahre auf dem Flughafen Baucau mit Opalm beladen wurde. 1999 fanden philippinische UN-Soldaten dort in einem Bunker vier Napalmbomben. Regierungsdokumente belegen, dass Australien und den Vereinigten Staaten der Napalmeinsatz durch die Indonesier bekannt war. Auch von See aus erfolgte der Beschuss, während die Armee langsam vorrückte. Täglich kamen 20 bis 30 Menschen ums Leben. Mitte November war der FRETILIN-Führung klar, dass man den Zivilisten die Kapitulation erlauben müsse. Am 22. November entschloss man sich zur völligen Aufgabe und dem „Abstieg vom Matebian“. Die Zivilisten, die nun von den Gipfeln Matebian Mane und Matebian Feto und vom langen Tal dazwischen kamen, wurden unten von den indonesischen Soldaten in Empfang genommen. Am 24. November 1978 wurde die FALINTIL von den indonesischen Invasoren überrannt. Am 25. November kapitulierten die Kämpfer. Die Gefangenen wurden in einem Transit Camp interniert und nach FALINTIL-Kämpfern und Zivilisten getrennt. Viele verschwanden spurlos, die anderen wurden später auf größere Camps wie in Quelicai verlegt. Ein Teil der Internierten wurde verhört, andere wurden angewiesen, in ihre Heimatregionen (teils mit Bewachung) zurückzukehren. Noch heute kann man am Berg Höhlen besichtigen, die den Widerstandskämpfern als Unterschlupf gedient hatten.

### Finale Zerschlagung des Widerstandes

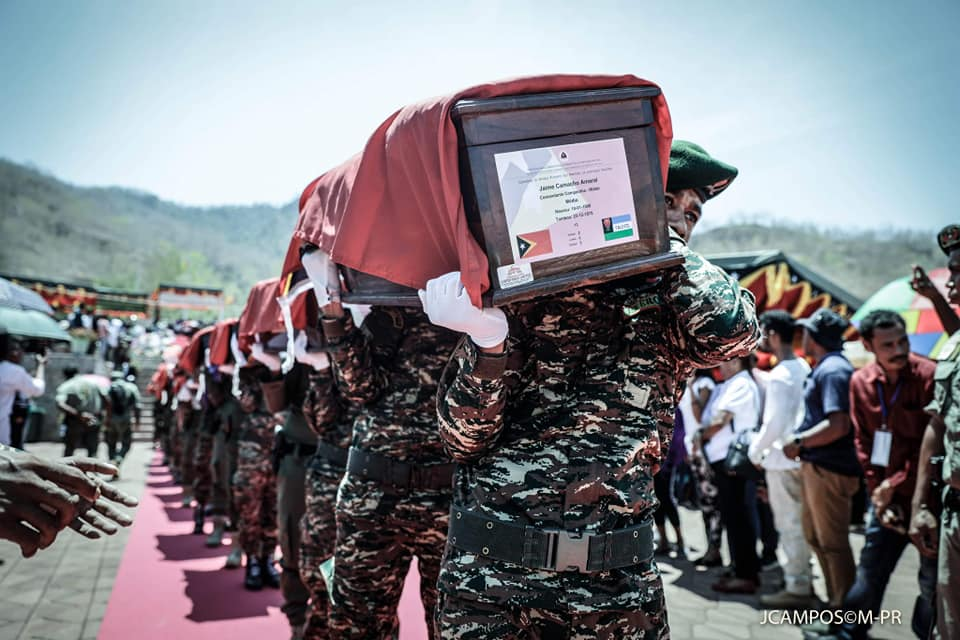
Beisetzung der sterblichen Überreste von Freiheitskämpfern im Heldenfriedhof in Metinaro, anlässlich des 45. Jahrestages der indonesischen Invasion (2019)

Xanana Gusmão und andere FALINTIL-Führer konnten entkommen, doch die Struktur der FALINTIL war weitgehend zerstört. Auch Skylight zeigte seine Wirkung. Nach Fernandes ergaben sich vier weitere Mitglieder des CCF bei Remexio. Fernandes’ Überlaufen führte im Dezember auch zum Verlust des Senders von Radio Maubere und damit eines wichtigen Koordinationsmittels des Widerstands. Am 31. Dezember kam Nicolau Lobato im Kampf mit den Indonesiern ums Leben. Nach dem Fall des Matebians ging die indonesische Armee gegen verbleibende FALINTIL-Kämpfer im Grenzgebiet von Ainaro und Manufahi an den Cablac-Bergen (Cabalaki) und in den Tälern des Dilors vor. Auch hier gab es Unterstützung aus der Luft. Am Cabalaki wurden die letzten größeren Gruppen von Zivilisten zur Aufgabe gezwungen. Im Süden des Distrikts Manatutos führte indonesische Marineinfanterie, unterstützt von Flugzeugen die „Operation Reinemachen“ (indonesisch Pembersihan) durch, während andere Einheiten vom Matebian nach Lautém verlegt wurden, um vom Berg entkommene FRETILIN- und FALINTIL-Führer zu jagen. Im Februar 1979 wurde Mau Lear – der Kommandant der FALINTIL im Ostsektor – in Manatuto gefangen genommen und getötet. Am 26. März 1979 wurde die Operation Seroja für abgeschlossen und Osttimor zum befriedeten Territorium erklärt.
Am Ende der Kampagne „Einkesselung und Vernichtung“ stand die FRETILIN knapp vor der Niederlage. Über 80 % der FRETILIN-Kämpfer waren gefallen, 85 % der Mitglieder des Oberkommandos waren getötet worden und 90 % ihrer Waffen zerstört.

## Transit Camps
Die Menschen, die sich Ende 1978 den Invasoren ergaben, waren nach den Monaten unter ständigen Angriffen und mit mangelnder Nahrungsmittelversorgung stark geschwächt. Viele FRETILIN-Mitglieder, die gefangen genommen wurden oder kapitulierten, wurden hingerichtet oder verschwanden, trotz angekündigter Amnestie. Darunter zum Beispiel Sera Key, Mitglied des CCF. Wer als politischer Gefangener in Militärgefängnisse kam, erhielt bis Dezember 1983 keine formale Gerichtsverhandlung. Manche Orte wurden zu „Killing grounds“ des indonesischen Militärs, so Quelicai, nach dem Fall des Matebians, oder die Außenbezirke Dilis bei Areia Branca und Tasitolu.
Ein großer Teil der gefangenen Zivilisten kam in Transit Camps. Ebenso ganze Dörfer aus entlegenen Gebieten, die umgesiedelt werden sollten, um die Einwohner besser kontrollieren zu können. Im Dezember 1978 lebten in den Camps, laut Angaben des indonesischen Militärs, 372.900 Timoresen, etwa 60 % der Bevölkerung. Die Camps sollten die Verbindungen zwischen den Internierten und dem bewaffneten Widerstand kappen und so deren Unterstützung beenden. 1979 gab es nach heutigem Wissensstand in mindestens 139 Orten solche Lager; die wirkliche Zahl der Camps lag wahrscheinlich höher. Während die Indonesier die Lager als Umsiedlungslager bezeichneten, wurden sie von osttimoresischen Überlebenden als „Konzentrationslager“ beschrieben. Die Dauer der Internierung richtete sich danach, wie unsicher die Region war sowie nach den einzelnen Insassen und den Vorstellungen der ABRI über deren Risiko für die Sicherheit.
Zu Beginn wurden die Menschen interniert, wo es sich eine Gelegenheit bot: Schulen, Militärbaracken oder einfach im Freien. Teilweise entstanden durch die Camps komplett neue Ortschaften, besonders in den unsicheren Regionen. Die Bewachung übernahmen Soldaten oder zivile Sicherheitskräfte der Hansip. Die Bewegungsfreiheit wurde in der Regel auf einen Umkreis von etwa 300 Meter begrenzt, was die Möglichkeiten zur Selbstversorgung mit Lebensmittel limitierte. Die Versorgung mit Lebensmitteln und medizinischer Hilfe war mangelhaft. Das Leid verstärkte sich noch, weil indonesische Hilfslieferungen nur unter der Kontrolle des Militärs stattfand und internationale Hilfsorganisationen zunächst der Zugang nach Osttimor verwehrt wurde. Hunger und zahlreiche Tote waren die Folge. Erst Ende 1979 erhielten das Internationale Rote Kreuz und die US-amerikanische Nichtregierungsorganisation Catholic Relief Services (CRS) Zugang nach Osttimor.
Ab 1980 wurden tausende Sympathisanten der FRETILIN und Familienangehörige von Mitgliedern auf der Insel Atauro isoliert, wo sie unter Krankheit und Hunger litten.
Auch die Bewohner der normalen Dörfer wurden reglementiert. Wer sein Dorf verlassen wollte, brauchte einen Passierschein (surat jalan). Wer in ein Dorf kam, musste sich anmelden. Felder und Gärten durften nicht zu weit von den Siedlungen angelegt werden.

## Folgen

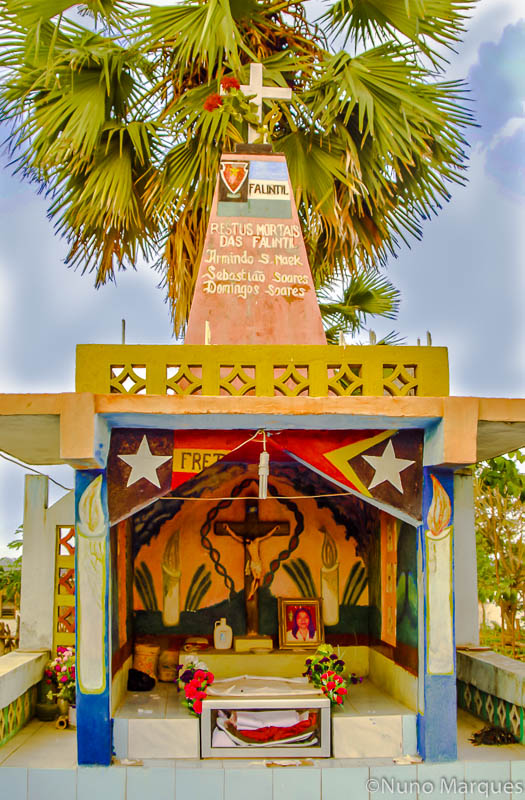
Denkmal für gefallene
FALINTIL-Kämpfer in Laleia

Auf dem Monument zum Gedenken der indonesischen Gefallenen der Operation Seroja stehen die Namen von über 3.600 indonesischen Soldaten. Die meisten Verluste gab es in den ersten Jahren der Besatzung. In Osttimor gibt es noch heute zwölf indonesische Militärfriedhöfe mit insgesamt 1124 Gräbern, den größten Friedhof in Dili.
Die CAVR sprach mit 8.000 Zeugen und kam zu dem Schluss, dass von 1975 bis 1999 zwischen 102.800 und 183.000 osttimoresische Zivilisten umkamen – von insgesamt 800.000 Einwohnern. 18.600 starben gewaltsam oder verschwanden, weitere 84.200 verhungerten oder starben an Krankheiten (vor allem zwischen 1977 und 1979). Siebzig Prozent aller Morde hätten indonesische Sicherheitskräfte begangen. Der Rest geht auf das Konto osttimoresischer Kollaborateure, aber auch Freiheitskämpfer haben getötet.
Das Schweigen der USA zum Einsatz US-amerikanischen Equipments in Osttimor begründete man 1979 damit, dass der Krieg praktisch beendet gewesen sei und die Waffen daher kaum zum Einsatz kamen. Quelle dieser Einschätzung war aber das indonesische Militär selbst gewesen.
Osttimor blieb 24 Jahre unter indonesischer Besatzung, auch wenn die FALINTIL in den 1980er-Jahren wieder erstarkte. 1999 zog sich Indonesien aufgrund des internationalen Druckes, nach einem erfolgreichen Unabhängigkeitsreferendum, aus Osttimor zurück und die Vereinten Nationen übernahmen in Osttimor für drei Jahre die Kontrolle. Am 20. Mai 2002 wurde Osttimor in die Unabhängigkeit entlassen.

## Übersichtskarte
Hinweis: Die administrativen Grenzen in Osttimor auf der Karte geben die Grenzziehungen von 2015 wieder. Sie stimmen nur grob mit jenen aus der Zeit der Operation Seroja überein.
| Aileu |

| Remexio |

| Ainaro |

| Maubisse |

| Baucau |

| Flughafen Baucau |

| Namanei |

| Afaçá |

| Guruça |

| Tequinaumata/Boleha |

| Samalari |

| Quelicai |

| Maliana |

| Aidabaleten |

| Balibo |

| Batugade |

| Suai |

| Tilomar |

| Maucatar |

| Beco |

| Dili |

| Camea/ Benamauc/Fatuahi |

| Ermera |

| Hatolia |

| Atsabe |

| Letefoho |

| Railaco |

| Fatubessi |

| Lospalos |

| Fuiloro |

| Liquiçá |

| Leorema |

| Maubara |

| Manatuto |

| Soibada |

| Same |

| Betano |

| Fatuberlio |

| Turiscai |

| Pante Macassar |

| Viqueque |

| Uato-Lari |

| Bobonaro |

| Tatamailau |

| Matebian |

| Ossouala |

| Mt. Mundo Perdido |

| Cabalaki |

| Lolo Ucecai |

| Builo |

| Taroman |

| Mola |

| Loumea |

| Dilor |

| INDONESIEN |

| INDONESIEN |

| TIMORSEE |

| SAWUSEE |

| BANDASEE |

| Atauro |

| Jaco |

| Baucau |

| Dili |

| Lospalos |

| Liquiçá |

| Manatuto |

| Same |

| Ermera |

| Suai |

| Ainaro |

| Viqueque |

| Bobonaro |

| Pante |

| Macassar |

| Taroman |

| Ucecai |

| Cablac-Berge/Cabalaki |

| Mt. Mundo Perdido |

| Ossouala |

| Matebian |

| Tatamailau |

| INDONESIEN |

| INDONESIEN |

| TIMORSEE |

| SAWUSEE |

| BANDASEE |

| Atauro |

| Baucau |

| Dili |

| Lospalos |

| Liquiçá |

| Manatuto |

| Same |

| Ermera |

| Suai |

| Ainaro |

| Viqueque |

| Bobonaro |

| Pante |

| Macassar |

| Taroman |

| Ucecai |

| Cablac-Berge/Cabalaki |

| Mt. Mundo Perdido |

| Ossouala |

| Matebian |

| Tatamailau |

| INDONESIEN |

| INDONESIEN |

| TIMORSEE |

| SAWUSEE |

| BANDASEE |

| Atauro |

## Siehe auch

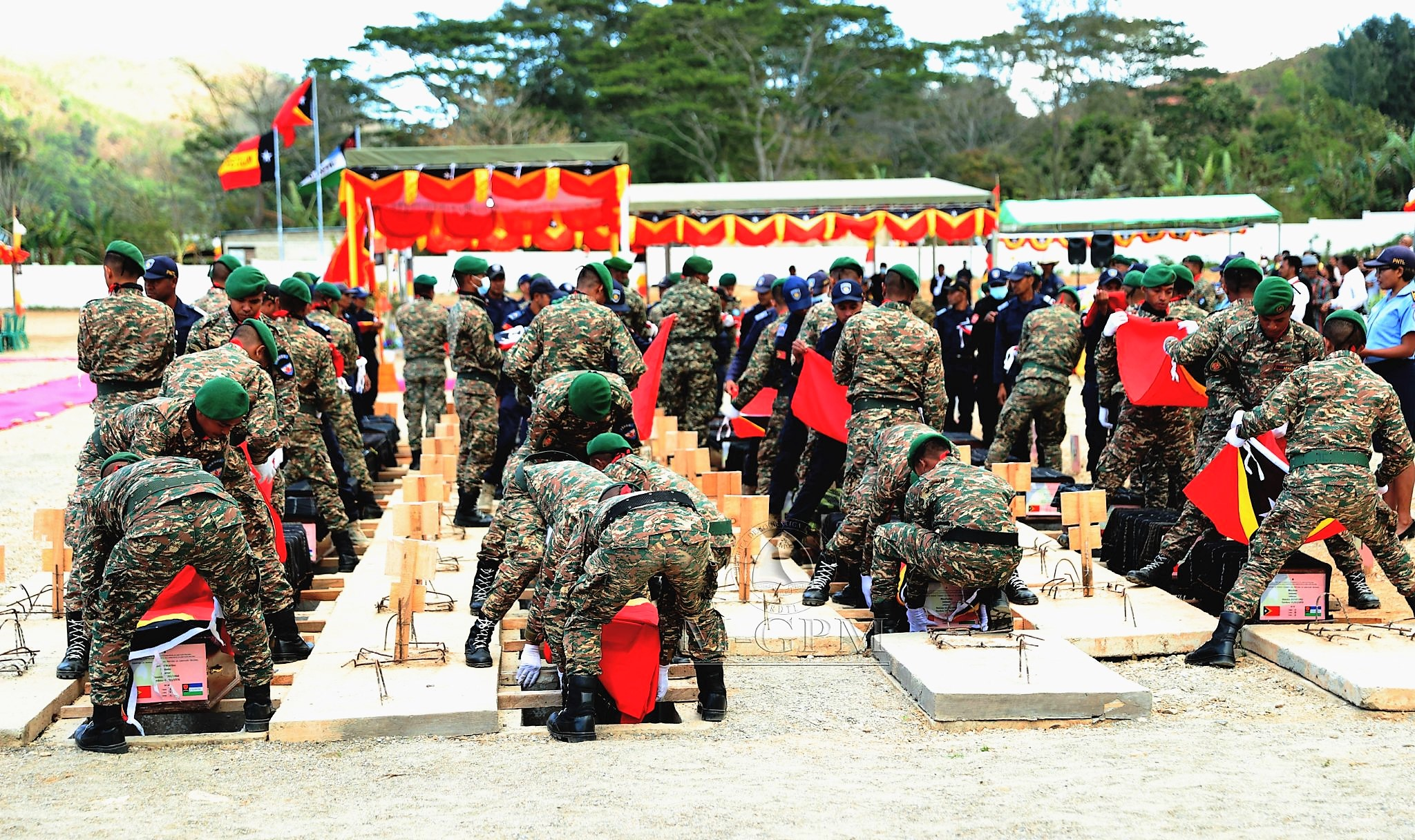
Beisetzung von FALINTIL-Kämpfern in Aileu (2022)

## Filmographie
- Death of a Nation: The Timor Conspiracy (Australien 1994)

## Belege

### Hauptbelege
- Final Report „Chega!“ der Commission for Reception, Truth and Reconciliation in East Timor (CAVR), 2006 (englisch), auf der Homepage von ETAN.
  - „Part 3: The History of the Conflict“.
  - „Chapter 7.2 Unlawful Killings and Enforced Disappearances“.
  - „Chapter 7.3 Forced Displacement and Famine“.
- Ernest Chamberlain: The Struggle in Iliomar: Resistance in rural East Timor Iliomar Sub-District, 2017, abgerufen am 6. November 2018.
- Frédéric B. Durand: History of Timor-Leste. Chiang Mai 2016, ISBN 978-616-215-124-8.
- Brilliantoro Yusuf Ervanda, Akhmad Fakhrurroji und Zulkarnain: The Role of Indonesian National Air Force (TNI-AU) in Seroja Operation in East Timor (1975–1979), S. 45ff., International Journal of Culture and History, Vol. 3, No. 1, März 2017.